# Morocelí (kommun)
Morocelí är en kommun i Honduras.   Den ligger i departementet El Paraíso, i den centrala delen av landet, 40 km öster om huvudstaden Tegucigalpa. Antalet invånare är 11 969.